# Coupe d'Écosse de football 2011-2012
Navigation
2010-2011 2012-2013
La Coupe d'Écosse de football 2011-2012 est la 127e édition de la Coupe d'Écosse de football. Le vainqueur est le club du Heart of Midlothian, grâce à une victoire 5 buts à 1 face à l'équipe de Hibernian

## Calendrier de l'épreuve
| Tour             | Date des premiers matchs                     | Rencontres | Rencontres | Clubs   |
| Tour             | Date des premiers matchs                     | Joués      | Rejoués    | Clubs   |
| ---------------- | -------------------------------------------- | ---------- | ---------- | ------- |
| Premier tour     | 24 septembre 2011 / rejoués 1er octobre 2011 | 17         | 1          | 81 → 64 |
| Deuxième tour    | 22 octobre 2011 / rejoués 29 octobre 2011    | 16         | 4          | 64 → 48 |
| Troisième tour   | 19 novembre 2011 / rejoués 26 novembre 2011  | 16         | 4          | 48 → 32 |
| Quatrième tour   | 7 janvier 2012 / rejoués 17-18 janvier 2012  | 16         | 3          | 32 → 16 |
| Cinquième tour   | 4-15 février 2012 / rejoués 14 février 2012  | 8          | 3          | 16 → 80 |
| Quarts de finale | 10-11 mars 2012 / rejoués 21 mars 2012       | 4          | 1          | 8 → 4   |
| Demi-finales     | 14-15 avril 2012                             | 2          | N/A        | 4 → 2   |
| Finale           | 19 mai 2012                                  | 1          | N/A        | 2 → 1   |

Du premier tour au quarts de finale, les matchs se terminant sur un score nul sont rejoués. Par contre, en demi-finale et en finale, il y a prolongation et éventuelles séances de tirs au but en cas d'égalité à l'issue du temps réglementaire.

## Premier tour
| Équipe accueillant     | Score | Équipe visiteuse        |
| ---------------------- | ----- | ----------------------- |
| Culter                 | 4–0   | Burntisland Shipyard    |
| Dalbeattie Star        | 1–6   | Inverurie Loco Works    |
| Edinburgh City         | 3–0   | Brora Rangers           |
| Edinburgh University   | 0–3   | Whitehill Welfare       |
| Forres Mechanics       | 2–2   | Irvine Meadow XI        |
| Fraserburgh            | 4–3   | Civil Service Strollers |
| Gala Fairydean         | 8–1   | Hawick Royal Albert     |
| Glasgow University     | 0–4   | Cove Rangers            |
| Huntly                 | 6–1   | Newton Stewart          |
| Lossiemouth            | 1–2   | Auchinleck Talbot       |
| Nairn County           | 2–1   | Selkirk                 |
| Rothes                 | 0–3   | Clachnacuddin           |
| St. Cuthbert Wanderers | 0–2   | Keith                   |
| Vale of Leithen        | 1–0   | Girvan                  |
| Wick Academy           | 9–1   | Coldstream              |
| Wigtown & Bladnoch     | 2–0   | Preston Athletic        |
| Fort William           | 0–4   | Bo'ness United          |

Source : Scottish FA.

### Matchs rejoués
| Équipe accueillant | Score | Équipe visiteuse |
| ------------------ | ----- | ---------------- |
| Irvine Meadow XI   | 6–3   | Forres Mechanics |

## Deuxième tour
| Équipe accueillant | Score | Équipe visiteuse     |
| ------------------ | ----- | -------------------- |
| Clachnacuddin      | 1–1   | Inverurie Loco Works |
| Vale of Leithen    | 3–2   | Cove Rangers         |
| Gala Fairydean     | 5–2   | Golspie Sutherland   |
| Bo'ness United     | 2–1   | Whitehill Welfare    |
| Fraserburgh        | 0–0   | Elgin City           |
| Wigtown & Bladnoch | 0–9   | Stranraer            |
| Peterhead          | 2–0   | Nairn County         |
| Wick Academy       | 0–1   | Keith                |
| Culter             | 0–2   | Spartans             |
| Alloa Athletic     | 2–2   | Annan Athletic       |
| Deveronvale        | 4–0   | Berwick Rangers      |
| Auchinleck Talbot  | 8–1   | Threave Rovers       |
| Huntly             | 0–3   | Queen's Park         |
| Montrose           | 2–1   | Clyde                |
| Edinburgh City     | 0–1   | Irvine Meadow        |
| East Stirlingshire | 1–1   | Buckie Thistle       |

### Matchs rejoués
| Équipe accueillant   | Score | Équipe visiteuse   |
| -------------------- | ----- | ------------------ |
| Inverurie Loco Works | 3–2   | Clachnacuddin      |
| Elgin City           | 5–2   | Fraserburgh        |
| Annan Athletic       | 2–0   | Alloa Athletic     |
| Buckie Thistle       | 2–4   | East Stirlingshire |

## Troisième tour
| Équipe accueillant   | Score | Équipe visiteuse   |
| -------------------- | ----- | ------------------ |
| Culter               | 1–1   | Partick Thistle    |
| Ayr United           | 2–2   | Montrose           |
| Irvine Meadow        | 0–6   | Livingston         |
| Stirling Albion      | 1–2   | Dundee             |
| Stenhousemuir        | 4–0   | Annan Athletic     |
| Greenock Morton      | 5–1   | Deveronvale        |
| Airdrie United       | 11–0  | Gala Fairydean     |
| Keith                | 0–1   | Arbroath           |
| Elgin City           | 1–1   | Queen's Park       |
| Stranraer            | 1–1   | Forfar Athletic    |
| Inverurie Loco Works | 2–4   | Peterhead          |
| Ross County          | 4–0   | Albion Rovers      |
| Bo'ness United       | 0–3   | Cowdenbeath        |
| Auchinleck Talbot    | 3–1   | Vale of Leithen    |
| Brechin City         | 3–0   | Dumbarton          |
| East Fife            | 5–0   | East Stirlingshire |

### Matchs rejoués
| Équipe accueillant | Score | Équipe visiteuse |
| ------------------ | ----- | ---------------- |
| Partick Thistle    | 4–0   | Culter           |
| Montrose           | 1–2   | Ayr United       |
| Queen's Park       | 3–1   | Elgin City       |
| Forfar Athletic    | 3–0   | Stranraer        |

## Quatrième tour
| Équipe accueillant           | Score | Équipe visiteuse     |
| ---------------------------- | ----- | -------------------- |
| Ross County                  | 7–0   | Stenhousemuir        |
| Livingston                   | 1–2   | Ayr United           |
| Raith Rovers                 | 1–2   | Greenock Morton      |
| Heart of Midlothian          | 1–0   | Auchinleck Talbot    |
| Cowdenbeath                  | 2–3   | Hibernian            |
| St. Johnstone                | 2–1   | Brechin City         |
| Forfar Athletic              | 0–4   | Aberdeen             |
| Partick Thistle              | 0–1   | Queen of the South   |
| Inverness Caledonian Thistle | 1–1   | Dunfermline Athletic |
| Falkirk                      | 2–0   | East Fife            |
| Motherwell                   | 4–0   | Queen's Park         |
| Arbroath                     | 0–4   | Rangers              |
| Peterhead                    | 0–3   | Celtic               |
| Airdrie United               | 2–6   | Dundee United        |
| Dundee                       | 1–1   | Kilmarnock           |
| St. Mirren                   | 0–0   | Hamilton Academical  |

### Matchs rejoués
| Équipe accueillant   | Score | Équipe visiteuse             |
| -------------------- | ----- | ---------------------------- |
| Hamilton Academical  | 0–1   | St. Mirren                   |
| Kilmarnock           | 2–1   | Dundee                       |
| Dunfermline Athletic | 1–3   | Inverness Caledonian Thistle |

## Cinquième tour
| Équipe accueillant           | Score | Équipe visiteuse   |
| ---------------------------- | ----- | ------------------ |
| Inverness Caledonian Thistle | 0−2   | Celtic             |
| Hibernian                    | 1−0   | Kilmarnock         |
| Motherwell                   | 6−0   | Greenock Morton    |
| St. Mirren                   | 1−1   | Ross County        |
| Aberdeen                     | 1−1   | Queen of the South |
| Rangers                      | 0−2   | Dundee United      |
| Heart of Midlothian          | 1−1   | St. Johnstone      |
| Ayr United                   | 2−1   | Falkirk            |

### Matchs rejoués
| Équipe accueillant | Score | Équipe visiteuse    |
| ------------------ | ----- | ------------------- |
| Queen of the South | 1−2   | Aberdeen            |
| Ross County        | 1−2   | St. Mirren          |
| St. Johnstone      | 1−2   | Heart of Midlothian |

## Quarts de finale
| Équipe accueillant  | Score | Équipe visiteuse |
| ------------------- | ----- | ---------------- |
| Heart of Midlothian | 2−2   | St. Mirren       |
| Ayr United          | 0−2   | Hibernian        |
| Dundee United       | 0−4   | Celtic           |
| Motherwell          | 1−2   | Aberdeen         |

### Matchs rejoués
| Équipe accueillant | Score | Équipe visiteuse    |
| ------------------ | ----- | ------------------- |
| St. Mirren         | 0−2   | Heart of Midlothian |

## Demi-finales
| Équipe accueillant | Score | Équipe visiteuse    |
| ------------------ | ----- | ------------------- |
| Aberdeen           | 1−2   | Hibernian           |
| Celtic             | 1−2   | Heart of Midlothian |

## Finale
| Équipe accueillant | Score | Équipe visiteuse    |
| ------------------ | ----- | ------------------- |
| Hibernian          | 1−5   | Heart of Midlothian |